# Pjotr Leontjewitsch Pasternak

Peter L. Pasternak (ca. 1925)

Pjotr Leontjewitsch Pasternak, russisch Пётр Леонтьевич Пастернак, auch Peter L. Pasternak,  (* 20. Januar 1885 in Odessa; † 21. September 1963 in Moskau) war ein sowjetischer und Schweizer Bauingenieur.

## Leben
Pasternak wuchs in einer jüdischen Akademikerfamilie mit sechs weiteren Geschwistern auf. 1897 zog die Familie nach Zürich, wo der Vater, Leon Pasternak, als Mathematiklehrer an der ETH Zürich wirkte. Dort studierte er von 1904 bis 1910 Bauingenieurwesen. Als frischgebackener Diplomingenieur assistierte er an der ETH Zürich Marcel Grossmann im Fach Darstellende Geometrie und betätigte sich in der Baupraxis u. a. im Ingenieurbüro J. Bollinger & Cie.; schon 1912 stieg er zum technischen Leiter des Genfer Ingenieurbüros Gisi & Co. auf und wurde Ende 1914 von der Schwarzmeer-Betonbaugesellschaft in St. Petersburg als Oberingenieur berufen. Durch die Reduzierung der Bautätigkeit im Gefolge der Februar- und Oktoberrevolution 1917 verließ Pasternak Ende 1918 St. Petersburg via Moskau, um dort eine Fachschule für Eisenbetonbau mitaufzubauen. Kaum zwei Jahre später kehrte er nach Zürich zurück und erhielt 1921 an der ETH die Lehrberechtigung für Technische Statik und Eisenbetonbau aufgrund seiner Habilitationsschrift Beitrag zur Statik der monolithen Stabsysteme (1920). In dieser bahnbrechenden Arbeit entwarf Pasternak aus heuristischer Perspektive die duale Struktur der Baustatik und formulierte in diesem Zusammenhang die beiden Formen des Reduktionssatzes der Baustatik allgemein. Die Bezeichnung Reduktionssatz tauchte in seinem kurz zuvor veröffentlichten Aufsatz auf. Auch wenn seine Arbeit wenig Beachtung fand lieferte Pasternak einen grundlegenden Beitrag im Übergang der Akkumulations- zur Innovationsphase der Baustatik. Am 14. Juli 1924 wurde Pasternak von seiner Alma Mater mit der von den Professoren Arthur Rohn und Carl Fridolin Baeschlin betreuten Dissertation über den abgekürzten Gauss’schen Algorithmus als eine einheitliche Grundlage in der Baustatik zum Dr. sc. techn. promoviert. Erfolglos bewarb er sich Ende 1927 als Nachfolger Marcel Grossmanns auf die Professur für Darstellende Geometrie und Geometrie der Lage. Mitte Oktober 1929 berief der Volkswirtschaftsrat der UdSSR Pasternak zum Berater für Fragen der Reorganisation der Technischen Hochschulen nach Moskau. Im Sommer 1930 kehrte er nach Zürich zurück und verlor auf Antrag des Präsidenten der ETH Zürich, Arthur Rohn, seine Lehrbefugnis. Pasternak kehrte in die UdSSR zurück und bekleidete dort verschiedene Führungspositionen in der Praxis und Wissenschaft des Bauwesens. So war er  Mitglied der 1930 gegründeten temporären Kommission zur Ausarbeitung der sowjetischen Allunionsnormen und technischen Bedingungen der Bauplanung, technischer Leiter des ebenfalls 1930 gegründeten staatlichen Bauplanungs- und Baurealisierungsbüros Giprostroj, das sich außer Bauarbeiten im Allgemeinen der Erstellung von Experimentalbauten und der Ausbildung von Baufachleuten in seiner Satzung verschrieben hatte sowie offizieller Berater der 1932 gegründeten Industriebaufirma Promstrojproekt.
1932 avancierte er zum Dozenten und von 1934 bis 1938 sowie von 1955 bis zu seinem Tod lehrte und forschte Pasternak als Professor für Massivbau am Moskauer Nationalen Forschungsuniversität für Bauwesen (MISI). Pasternak wirkte maßgeblich an der Planung des 1930 fertiggestellten Eisenbahnwerkstattgebäudes an der Station Medživan mit. Bei diesem Pilotprojekt von Giprostroj führte Pasternak erstmals Faltwerke als Tragwerke in der UdSSR ein. Pasternaks spektakulärste baupraktische Leistung ist die mit Boris Fernandowitsch Materi (1902–1972) entworfene Stahlbetonschale für das 1933 bis 1947 errichtete Theater für Oper und Ballett in Nowosibirsk.
Seinen größten wissenschaftlichen Erfolg sollte Pasternak nicht auf dem Gebiet des Stahlbetonbaus, sondern mit der Erweiterung der Theorie des elastisch gebetteten Balkens erringen. Noch heute wird diese Arbeit rezipiert und von der Pasternakschen elastischen Bettung bzw. Pasternak-Bettung gesprochen. In seiner letzten Schaffensperiode publizierte Pasternak mehrere Bücher über Stahlbeton, welche die in der UdSSR verbreitete fortschrittliche Bemessungstheorie während der ersten Hälfte der Innovationsphase der Baustatik (1950–1975) zahlreichen Bauingenieurstudenten nahebrachte.
1956 wurde er Mitglied der Akademie für Bau und Architektur in der Sowjetunion.
Seine Schwester Elisabeth (verheiratete Wladigerow) war eine der ersten bulgarischen Ärztinnen und Mutter des Komponisten Pantscho Wladigerow.

## Schriften
- Beitrag zur Berechnung statisch unbestimmter Systeme. Der Eisenbau, 13. Jg., 1922, Nr. 3, S. 61–65.
- Beiträge zur Berechnung vielfach statisch unbestimmter Stabsysteme. Der Eisenbau, 13. Jg., 1922, Nr. 11, S. 239–254.
- Die praktische Berechnung biegefester Kugelschalen, kreisrunder Fundamentplatten auf elastischer Bettung und kreiszylindrischer Wandungen in gegenseitiger monolither Verbindung. Zeitschrift für Angewandte Mathematik und Mechanik, 6. Jg., 1926, H. 1, S. 1–29.
- Der abgekürzte Gauss’sche Algorithmus als eine einheitliche Grundlage in der Baustatik. Dissertation ETH Zürich. Zürich: Leemann 1926.
- Berechnung vielfach statisch unbestimmter biegefester Stab- und Flächentragwerke. Teil 1, Dreigliedrige Systeme: Grundlagen und Anwendungen. Zürich: Leemann 1927.
- Die praktische Berechnung der Biegebeanspruchung in kreisrunden Behältern mit gewölbten Böden und Decken und linear veränderlichen Wandstärken. Schweizerische Bauzeitung, Bd. 90, 1927, Nr. 19, S. 241–244, Nr. 20, S. 258–262 u. Nr. 21, S. 267–270.
- Železobetonnye konstrukcii (Stahlbetonkonstruktionen). Moskau: Gosudarstvennoe Izdat. Literatury po Stroitelʹstvu i Architekture 1952 (Russisch).
- Osnovy novogo metoda raschjota fundamentov na uprugom osnovanii pri pomoshhi dvuh kojefficientov posteli (Eine neue Methode der Berechnung elastisch gebetteter Gründungen mit zwei Konstanten). Moskau: Gosudarstvennoe Izdatelstvo Literaturi po Stroitelstvu i Arkhitekture 1954 (Russisch).
- Proektirovanija zhelezobetonnyh konstrukcij (Entwurf von Stahlbetonkonstruktionen). Moskau: Strojizdat 1966 (Russisch).
- Berechnung vielfach statisch unbestimmter biegesteifer Stab- und Flächentragwerke: Dreigliedrige Systeme, Zürich, Leipzig: Lehmann 1927

- Beitrag zur Berechnung statisch unbestimmter Systeme. Der Eisenbau, 13. Jg., 1922, Nr. 3, S. 61–65.
- Beiträge zur Berechnung vielfach statisch unbestimmter Stabsysteme. Der Eisenbau, 13. Jg., 1922, Nr. 11, S. 239–254.
- Die praktische Berechnung biegefester Kugelschalen, kreisrunder Fundamentplatten auf elastischer Bettung und kreiszylindrischer Wandungen in gegenseitiger monolither Verbindung. Zeitschrift für Angewandte Mathematik und Mechanik, 6. Jg., 1926, H. 1, S. 1–29.
- Der abgekürzte Gauss’sche Algorithmus als eine einheitliche Grundlage in der Baustatik. Dissertation ETH Zürich. Zürich: Leemann 1926.
- Berechnung vielfach statisch unbestimmter biegefester Stab- und Flächentragwerke. Teil 1, Dreigliedrige Systeme: Grundlagen und Anwendungen. Zürich: Leemann 1927.
- Die praktische Berechnung der Biegebeanspruchung in kreisrunden Behältern mit gewölbten Böden und Decken und linear veränderlichen Wandstärken. Schweizerische Bauzeitung, Bd. 90, 1927, Nr. 19, S. 241–244, Nr. 20, S. 258–262 u. Nr. 21, S. 267–270.
- Železobetonnye konstrukcii (Stahlbetonkonstruktionen). Moskau: Gosudarstvennoe Izdat. Literatury po Stroitelʹstvu i Architekture 1952 (Russisch).
- Osnovy novogo metoda raschjota fundamentov na uprugom osnovanii pri pomoshhi dvuh kojefficientov posteli (Eine neue Methode der Berechnung elastisch gebetteter Gründungen mit zwei Konstanten). Moskau: Gosudarstvennoe Izdatelstvo Literaturi po Stroitelstvu i Arkhitekture 1954 (Russisch).
- Proektirovanija zhelezobetonnyh konstrukcij (Entwurf von Stahlbetonkonstruktionen). Moskau: Strojizdat 1966 (Russisch).
- Berechnung vielfach statisch unbestimmter biegesteifer Stab- und Flächentragwerke: Dreigliedrige Systeme, Zürich, Leipzig: Lehmann 1927